# Latvijski lat
Latvijski lat (latvijsko lats, oznaka Ls, mednarodna koda LVL) je bila valuta Latvije v letih 1922–1940 in 1993–2013. Delil se je na sto santimov (latvijsko santīms). Latvija je 1. januarja 2014 uvedla skupno valuto evro, lat pa je prenehal veljati kot zakonito plačilno sredstvo po koncu 14-dnevnega prehodnega obdobja.  Menjalni tečaj ob prehodu je bil 1 EUR = 0,702804 LVL (1 LVL = 1,422872 EUR). Lat je bil tedaj četrta najvrednejša valuta na svetu glede na nominalno vrednost (za kuvajtskim dinarjem, bahrajnskim dinarjem in omanskim rialom).

## Prvi lat (1922–1940)
Latvijski lat je bil prvič uveden 3. avgusta 1922, ko je zamenjal latvijski rubelj po tečaju 1 lat = 50 rubljev. Od uvedbe do ukinitve je bil vezan na zlati standard.
17. junija 1940 je Latvijo zavzela Sovjetska zveza. Potem ko so odpravili Latvijsko banko in jo zamenjali z latvijskim republiškim uradom Gosbanka, so 25. novembra 1940 poleg lata uvedli sovjetski rubelj; imela sta enako nominalno vrednost, čeprav je bila prava vrednost rublja okoli trikrat manjša, in za devalvacijo lata so med junijem in novembrom 1940 postopoma zvišali tako plače kot cene. Da bi zmanjšali odliv dobrin, ki so jih Sovjeti iz Latvije pošiljali v ZSSR in izkoriščali ugodnost novega menjalnega tečaja, so uvedli omejitve za kupovanje nekaterega blaga.
Čeprav se je sovjetska oblast sprva zavezovala, da ne bo ukinila lata, ga je 25. marca 1941 brez opozorila vzela iz obtoka in sočasno nacionalizirala vse depozite, večje od 1000 latov. Del latvijskih zlatih, srebrnih in deviznih rezerv so ob začetku okupacije poslali v Moskvo.
Kovanci so obstajali v vrednostih 1, 2, 5, 10, 20 in 50 santimov, 1, 2 in 5 latov. Kovanci za 1, 2 in 5 santimov so bili bronasti, za 10, 20 in 50 santimov so bili iz niklja, medtem ko so kovanci za 1 lat in več bili iz srebra 83,5-odstotne čistosti.
Bankovce je leta 1922 Latvijska banka izdala v vrednostih 20, 25, 50, 100 in 500 latov. Izdala je tudi bankovce za 10 latov, ki so bili pretiskani bankovci za 500 rubljev. Od leta 1925 je latvijska vlada izdajala bankovce za 5, 10 in 20 latov.

## Drugi lat (1993–2013)
Lat je bil ponovno uveden 5. marca 1993 kot zamenjava drugega latvijskega rublja, ki je ostal veljaven do 1. julija 1994. Menjalni tečaj je bil 1 lat = 200 rubljev.
Ko se je Latvija leta 2004 pridružila Evropski uniji, je evro sprva nameravala prevzeti s 1. januarjem 2008, kar pa je bilo nato iz različnih razlogov večkrat preloženo. Evro je zamenjal lat 1. januarja 2014 po tečaju 1 EUR = 0,702804 LVL. Late je mogoče po uradnem tečaju zamenjati za evre pri Latvijski banki.
Kovanci so bili izdani v vrednostih 1, 2 in 5 santimov, 10, 20 in 50 santimov, 1 lat in 2 lata. Avtorja oblikovanja sta bila Gunārs Lūsis in Jānis Strupulis. Poleg običajnih kovancev iz spodnje tabele so leta 2001 in 2003 enkrat, od 2004 naprej pa dvakrat na leto izdali kovanec za 1 lat s priložnostnim motivom; izdelali so tudi tri spominske kovance v vrednostih 2, 10 (srebrn) in 100 (zlat) latov, 100-latski zlati naložbeni kovanec in več zbirateljskih kovancev. Kovanec za 2 lata so, da bi otežili ponarejanje, leta 1999 zamenjali z novo dvokovinsko različico.
Na sprednji strani kovancev za 1, 2, 5, 10 in 20 santimov sta upodobljeni etnografski sonci, povezani s petimi loki, ki simbolizirajo delo. Kovanec za 50 santimov prikazuje borove mladike, ki simbolizirajo latvijske gozdove. Kovanec za 1 lat nosi podobo skakajočega lososa, ki simbolizira latvijske vode. Kovanec za 2 lata prikazuje kravo, ki simbolizira latvijsko podeželje. Na zadnji strani kovancev je upodobljen grb Latvije v mali ali veliki različici.
Bankovci so obstajali v vrednostih 5, 10, 20, 50, 100 in 500 latov. Oblikovala sta jih Imants Žodžiks in Valdis Ošiņš, natisnili pa so jih v Nemčiji. Bankovec za 500 latov je bil ob ukinitvi tretji najvrednejši bankovec na svetu, vrednejša sta bila le bankovca za 10 000 singapurskih dolarjev in za 1000 švicarskih frankov.